# Паметник на героичната отбрана на Одеса
Паметникът на героичната отбрана на Одеса от 411-а брегова батарея е мемориален комплекс, посветен на героичната отбрана на Одеса по време на Великата отечествена война. Мемориалният комплекс включва музей, изложба на военна техника на открито, брегова отбранителна батарея и голям парк с дъбови дървета. Паметникът на героичната отбрана на Одеса се намира в южните покрайнини на Одеса и принадлежи към Киевски район.

## Батареята по време на войната
По време на отбраната на Одеса 411-а брегова батарея е провела 220 бойни стрелби, включително по струпвания на вражеска жива сила и бойна техника. Изразходвани са над двеста хиляди снаряда. Три дни преди капитулацията на Одеса до всяка от батареите на дивизията са доставени взривни вещества. На артилеристите е прочетена заповед от 1 октомври за необходимостта от отстъпление. От 15 до 16 октомври 1941 г. артилеристите на батареята са изстреляли 230 бойни снаряда, а в 5 часа сутринта по заповед са взривили батареята и са се отправили да защитават Севастопол.

## Създаване на мемориалния комплекс
Едва през 1971 г. изоставените позиции на 411-а батарея (най-голямата в 42-ра дивизия) са взети под държавна защита.
Любопитно е, че идеята за създаване на Мемориала първоначално не е принадлежала на властите, а на редица трудови колективи и обществени организации на Одеса. Техните призиви са публикувани през февруари 1975 г. в градския вестник „Вечерна Одеса“ и е създаден Щабът за изграждане на Мемориала. Много предприятия, институции и висши учебни заведения на града са допринесли значително за създаването, развитието и запазването на Мемориала.
Няколко години преди това, с решение на Одеския областен съвет на народните депутати № 381 от 28 юли 1971 г., огневата позиция на бреговата отбранителна батарея № 411 е взета под държавна защита като историческо място.
На 9 май 1975 г. се състои тържественото откриване на Мемориала на 411-а батарея. Мемориалният комплекс е открит от известния руски писател и военен кореспондент Константин Симонов, който посещава батареята по време на разгорещените боеве през лятото на 1941 г.
През годините мемориалът се е превърнал в едно от любимите места за патриотично възпитание на одеситите и място за провеждане на възпоменателни събития, свързани с историята на румънската окупация през Втората световна война.

## Музейна експозиция
На територията на открития мемориал е разположена експозиция на военна техника и въоръжение на армията от периода на Великата отечествена война. Освен всичко друго тук се намира и известният одески „танк“ НИ. Това е обикновен трактор, покрит с бронирана броня (котелен чугун). Такива машини са били произвеждани от силите на защитниците на обсадения град по време на отбраната на Одеса.
Сред експонатите на участък от железопътната линия има брониран влак, подобен на тези, произведени по време на отбраната на града в завода „Януарско въстание“. На друг участък има трамвай, който се е движил по маршрута Одеса – Фронт през 1941 г. Също така от март 1985 г. на открито е изложена следвоенната подводница „Малютка“ М-296 (А615, заводски номер 702). Подводницата е обозначена като М-305, която никога не е била използвана във ВМС.
Към 2015 г. изложбата включва две оръдия Д-20 и две зенитно-ракетни системи, които нямат нищо общо с отбраната на града или с периода на Втората световна война.
В парка около музея е възстановена отбранителна линия с окопи, огневи позиции на артилерия и минохвъргачни батареи. Окопите на отбранителната линия, някога с пълен профил, обаче са се разрушили и приличат на малки канавки от пресъхнал поток.
Също така на територията на мемориала през 2015 г. е издигнат паметник на героите граничари от 26-и граничен отряд на НКВД на СССР.